# توره بروولد
توره بروولد (انگلیسی: Tore Brovold؛ زادهٔ ۱۲ ژوئن ۱۹۷۰) تیرانداز اهل نروژ است.